# IC 3013
IC 3013 — галактика типу S R () у сузір'ї Діва.
Цей об'єкт міститься в оригінальній редакції індексного каталогу.